# 老大昌
老大昌是位於中華人民共和國上海市的一家经营法式西点、奶油蛋糕、法式面包、糖果的食品商店。

## 歷史
1937年，法商开设了老大昌（老大昌洋行，MAGASINFRANCAISD'ALIMENTATION）。1943年，老大昌分成两家。1945年，其中一家老大昌卖给中国商人朱砚清经营，店名仍然是老大昌。1956年，中国商人的老大昌公私合营，1957年，法商的老大昌因长期亏损，店主将其出售。之後两家老大昌合并成一家。
也有一種說法是1935年，一名希腊人在西爱咸斯路租借了一间约100平方米的房子生产法式面包。1937年，该希腊人又在霞飞路开设了一家食品店，店号取名老大昌洋行。
還有一種說法是1909年，法国远东商业公司在上海法租界公馆马路73号开设Magasin Francais d'Alimentation，中文名叫老大昌，它主营各种酒类进出口业务，後來店名改为Tchakalian et cie，中文店名仍然叫老大昌。1926年初，該店在霞飞路上开了两家分店，同時主营业务变成出售面包糕点的食品店。1927初，店主以法商老大昌洋行的名义申请了中英文店名的正式商标。同年，老大昌在淮海路西段开了第三家分店。1929年中，公司的办公地点从金陵东路迁到淮海中路。1933年初，老大昌的公司办公地址迁到淮海中路、茂名南路路口。
文化大革命期间，老大昌改名为井岗山，后又改名红卫食品厂。1979年，老大昌恢复原名。在20世纪90年代之前，老大昌位於茂名南路、淮海中路路口。
1993年，老大昌食品厂与新加坡麦莉食品有限公司合资组建上海新老大昌食品有限公司，店面從几家店发展至近20个网点，並向其他省市扩张。後來新开的网点相继倒闭。2002年，淮海路上的老店關門，當時老大昌只剩浦东齐河路1家店、10多名员工。2003年，中方收购新方股份，将新老大昌公司转为中资企业。2009年，新老大昌恢复舊名老大昌。2014年5月，老大昌重返淮海中路558号原址。

## 流行文化
张爱玲曾经在《谈吃与画饼充饥》里提到过老大昌，《永不消逝的电波》中有孙道临坐三轮車买老大昌奶油蛋糕的场景。